# 人民解放軍駐マカオ部隊
人民解放軍駐マカオ部隊（じんみんかいほうぐんちゅうマカオぶたい、ポルトガル語: Guarnição em Macau do Exército de Libertação do Povo Chinês）は、マカオの防衛を担当する中華人民共和国本土から派遣されている中国人民解放軍の部隊である。

## 概要
ポルトガル軍が1975年12月31日をもって撤退した事によって、軍事的には空白地帯であったマカオに防衛と治安維持目的で進駐した。1999年4月10日に広州軍区各部隊より抽出して編成、同年6月28日に第九回全国人民代表大会常務委員会第10回会議で「中華人民共和国澳門特別行政区駐軍法」が通過。同年11月10日に中国人民解放軍駐澳門部隊の編成が完了、同年12月19日、中国中央軍委主席の江沢民が「中国人民解放軍駐澳門部隊の澳門特別行政区への進駐命令」を下命、翌日正午に司令官劉粤軍以下約500名の駐澳門部隊が珠海駐屯地より澳門に進駐、新口岸の龍成大廈を臨時駐屯地とし、駐澳門部隊は中国人民解放軍が特別行政区に派遣した二つ目の部隊となった。2002年に氹仔の
望徳聖母湾大馬路に駐屯地が完成、2004年12月3日には新口岸に司令部のビルが完成、名を「解放軍駐澳門部隊総部大廈」とした。
2017年8月25日、マカオは台風13号（ハト）によって甚大な被害を受けたことから、マカオ政府の崔世安行政長官が中国政府に人民解放軍の災害出動を要請。駐マカオ部隊ががれき撤去等の救援活動を行うために出動した。マカオに人民解放軍が出動するのは、これが返還後初となる。
規模はおおよそ1000人、主力は陸軍であるが僅かながら空軍、海軍の将兵も含まれる。現任司令官は祝慶生大校、現任政治委員は許進林少将。

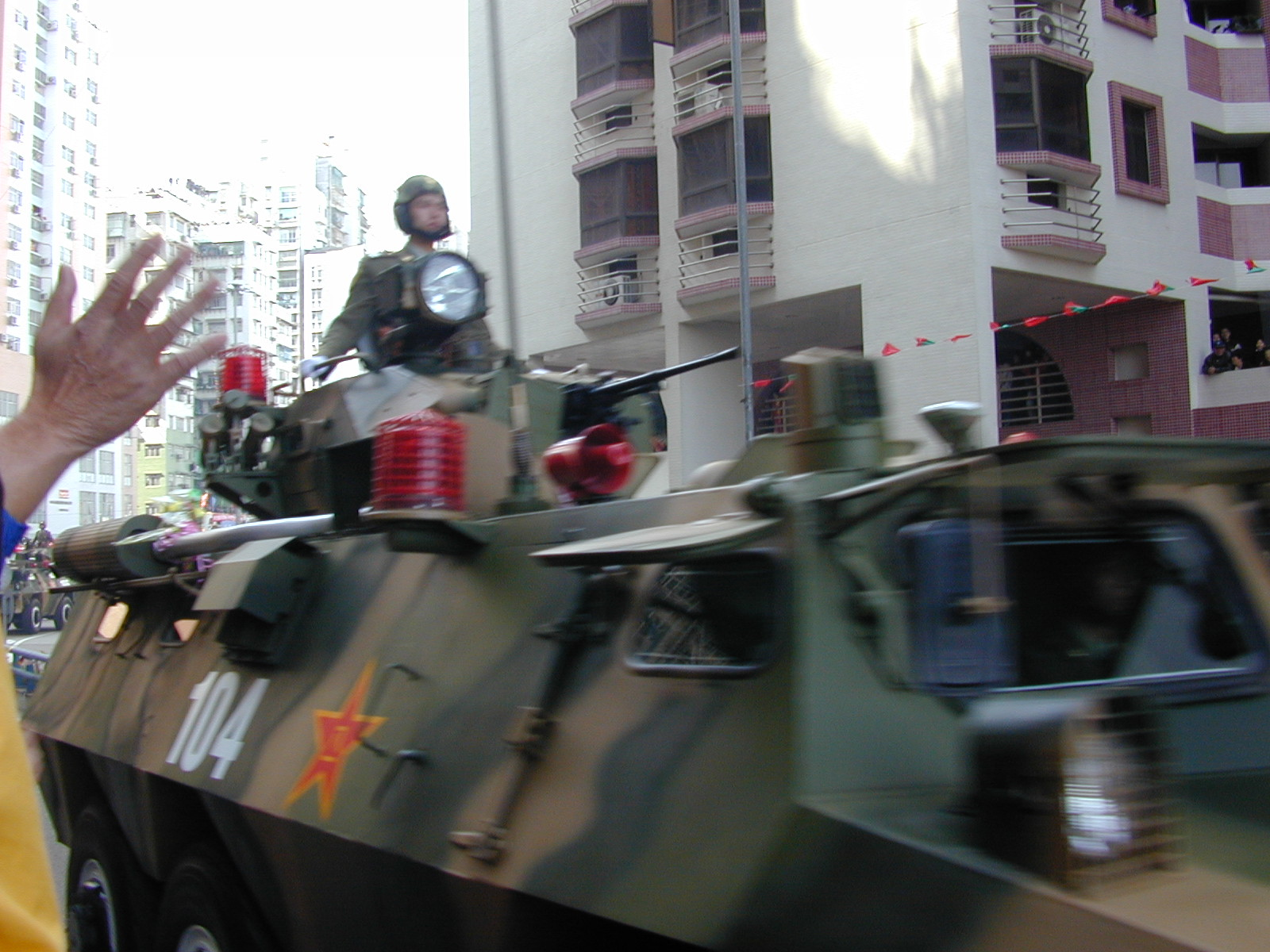
返還に伴い、マカオに進駐する人民解放軍

## 装備
- 92式手槍（拳銃）
- 05式軽型衝鋒槍（短機関銃）
- 09式軍用散彈槍（ショットガン）
- 95式自動歩槍（歩兵銃）
- CS/LR4（狙撃銃）
- 92式装輪装甲車

## 歴代司令員
1. 劉粤軍（1999年4月至2002年2月[8][9]）
2. 劉聯華（2002年2月至2008年2月24日[8][10]）
3. 王玉仁（2008年2月24日至2010年4月14日[11]）
4. 祝慶生（2010年4月14日至2014年7月17日[12]）
5. 王文（2014年7月17日至今）

## 歴代政治委員
1. 賀賢書（1999年4月至2001年1月[8]）
2. 劉良凱（2001年1月至2004年1月[8][13]）
3. 楊忠民（2004年1月至2006年9月[8]）
4. 李文潮（2006年9月至2007年9月5日[8][14]）
5. 趙存生（2007年9月5日至2008年9月[8][15]）
6. 許進林（2008年9月至2013年3月）
7. 馬必強（2013年3月至2014年12月）
8. 張智猛（2014年12月至今）